# Per Olov Enquist
Per Olov Enquist (Skellefteå, 23 settembre 1934 – Vaxholm, 25 aprile 2020) è stato uno scrittore, sceneggiatore, giornalista e cronista sportivo svedese.
Le sue opere sono tradotte all'estero in oltre 23 lingue. 

## Biografia
Dopo essersi laureato in letteratura svedese all'Università di Uppsala, fra il 1965 e il 1976 lavorò come giornalista e moderatore di dibattiti televisivi. Ben presto divenne una figura importante nella scena letteraria svedese. Fra il 1970 e il 1971 Enquist visse a Berlino come ospite del Deutscher Akademischer Austauschdienst e nel 1973 fu visiting professor presso l'Università della California, Los Angeles.
Nel 1977 iniziò a scrivere libri. I suoi lavori sono caratterizzati da una visione pessimistica del mondo, con la descrizione delle restrizioni imposte da una vita di tipo pietista. Nel 1999 pubblicò il libro che lo ha reso famoso nel mondo, Il medico di corte, avente per protagonista Johann Friedrich Struensee, medico personale e poi primo ministro di re Cristiano VII di Danimarca.

## Riconoscimenti
Nel 1968 ha vinto il Nordic Council's Literature Prize con una storia sulla deportazione svedese di soldati delle nazioni baltiche alla fine della seconda guerra mondiale. Negli anni successivi vinse numerosi altri premi, fra cui il Selma Lagerlöf Prize nel 1977, il Premio Dobloug nel 1988, il premio Flaiano nel 2002, il Premio di Stato austriaco per la letteratura europea nel 2009 e lo Svenska Akademiens nordiska pris (conosciuto come il piccolo Nobel) nel 2010.

## Filmografia

### Sceneggiatore
- Hamsun, regia di Jan Troell (1996)

## Opere
- Kristallögat (1961)
- Magnetisörens femte vinter (1964)
- Tribadernas natt (1975), dramma
- La partenza dei musicanti (Musikanternas uttåg, 1978, trad. it. 1992), Iperborea (ISBN 88-7091-028-8)
- Från regnormarnas liv (1981), dramma
- Till Fedra (1980), dramma
- August Strindberg: una vita (Strindberg: ett liv, 1984, trad. it. 1988), Iperborea (ISBN 88-7091-001-6)
- I lodjurets timma (1988), dramma
- La biblioteca del capitano Nemo (Kapten Nemos bibliotek, 1991, trad. it. 2004), Giano (ISBN 978-88-7420-036-8)
- Processo a Hamsun (Hamsun, en filmberättelse, 1996, trad. it. 1996), Iperborea (ISBN 88-7091-058-X)
- Bildmakarna (1998), dramma
- Il medico di corte (Livläkarens besök, 1999, trad. it. 2001), Iperborea (ISBN 88-7091-100-4)
- Il viaggio di Lewi (Lewis resa, 2001, trad. it. 2004), Iperborea (ISBN 88-7091-126-8)
- De tre grottornas berg (2003)
- Il libro di Blanche e Marie (Boken om Blanche och Marie, 2004, trad. it. 2006), Iperborea (ISBN 978-88-7091-145-9)
- Un'altra vita (Ett annat liv, trad. it. 2010), Iperborea (ISBN 978-88-7091-184-8)
- Den tredje grottans hemlighet (2011)
- Liknelseboken (2013)